# Company (Musical)
Company ist ein Musical von Stephen Sondheim (Musik und Liedtexte) und George Furth (Buch), das am 26. April 1970 im Alvin Theatre (heutiger Name: Neil Simon Theatre) am New Yorker Broadway Premiere feierte. Die Erstaufführung in Deutschland und gleichzeitig deutschsprachige Erstaufführung fand am 6. Januar 1973 im Schauspielhaus Düsseldorf statt.
Das Stück basiert auf elf Einaktern, die George Furth ursprünglich für Kim Stanley geschrieben hatte. Nachdem Sondheim die Stücke gelesen hatte, bat er den Theaterregisseur und -produzenten Harold Prince um seine Meinung, der die Stücke als gute Basis für ein Musical ansah.
Im Unterschied zu anderen Musicals hat Company keinen durchgehenden Handlungsrahmen, sondern verbindet einzelne Episoden, die sich um einen Freundeskreis von Männern und Frauen zwischen 30 und 40 Jahren drehen.

## Handlung
Bobby feiert seinen 35. Geburtstag im Kreis seiner Freunde, der Ehepaare Sarah & Harry, Susan & Peter, Jenny & David, Joanne & Larry sowie Amy & Paul, die nicht verheiratet sind, aber schon lange zusammen leben. Da Bobby nach wie vor Junggeselle ist, versuchen seine Freunde, ihn zur Ehe zu bewegen, doch die Beziehungen seiner Freunde und deren Probleme wirken eher abschreckend auf ihn. Er trifft sich zwar abwechselnd mit drei Frauen (April, Marta und Kathy), doch eine Ehe kann er sich mit keiner der drei vorstellen. Dennoch gibt er die Hoffnung nicht auf, eines Tages die richtige Frau fürs Leben zu finden.

### Geschlechtergetauschte Variante
2018 entwickelte Marianne Elliott für ein Revival des Stücks eine Variante, in der bei mehreren Rollen die Geschlechter getauscht sind. Robert (Bobby) ist dabei eine Frau namens Bobbie; die drei Frauen, mit denen Robert verkehrt, entsprechend Männer namens Andy, PJ und Theo. Amy wurde zu dem Mann Jamie, sodass die Beziehung mit Paul und ihre Unsicherheit, ob sie heiraten sollen, zu einer homosexuellen Beziehung und die Frage um eine gleichgeschlechtliche Ehe wurde.

## Musiktitel
1. Akt
- Company (Bobby und Ensemble)
- The Little Things You Do Together (Joanne und die Paare)
- Sorry-Grateful (Harry, David und Larry)
- You Could Drive a Person Crazy (Kathy, April und Marta)
- Have I Got a Girl for You (Larry, Peter, Paul, David, Harry)
- Someone Is Waiting (Bobby)
- Another Hundred People (Marta)
- Getting Married Today (Amy, Paul und Ensemble)
- Marry Me a Little (Bobby)

2. Akt
- Side by Side by Side / What Would We Do without You? (Bobby und die Paare)
- Poor Baby (Sarah, Jenny, Susan, Amy, Joanne)
- Have I Got a Girl for You (Reprise) (Larry, Peter, Paul, David, Harry)
- Tick-Tock (instrumental)
- Barcelona (Bobby und April)
- The Ladies Who Lunch (Joanne)
- Being Alive (Bobby und die Paare)
- Finale (Bobby und Ensemble)

## Aufführungen (Auswahl)
- 26. April 1970 (Previews ab 15. April 1970) – 1. Januar 1972 (705 Vorstellungen & 12 Previews): Alvin Theatre (heutiger Name: Neil Simon Theatre), New York City.
- 20. Mai 1971 – 20. Mai 1972: First National Tour durch die USA.
- 18. Januar 1972 – 4. November 1972 (344 Vorstellungen): Her Majesty’s Theatre, London.
- 5. Oktober 1995 (Previews ab 30. August 1995) – 3. Dezember 1995 (68 Vorstellungen & 43 Previews): Criterion Center Stage Right, New York City.
- 13. Dezember 1995 (Previews ab 1. Dezember 1995) – 2. März 1996: Donmar Warehouse, London.
- 13. März 1996 (Previews ab 7. März 1996) – 29. Juni 1996: Albery Theatre (heutiger Name: Noël Coward Theatre), London.
- 29. November 2006 (Previews ab 30. Oktober 2006) – 1. Juli 2007 (246 Vorstellungen & 34 Previews): Ethel Barrymore Theatre, New York City.

Geschlechtergetauschte Variante:
- 17. Oktober 2018 (Previews ab 26. September 2018) – 2019: Gielgud Theatre, London.
- 9. Dezember 2021 (265 Vorstellungen und 32 Previews) – 31. Juli 2022: Bernard B. Jacobs Theatre, New York City

## Tonträger (Auswahl)
- 1970: Original Broadway Cast (Columbia Records, remastered 1998 Sony Music).
- 1995: Broadway Revival: Original Broadway Cast.
- 1996: London Revival: Original London Cast Recording (Colosseum).